# San Luis del Cordero
San Luis de Cordero es un poblado perteneciente al estado Mexicano de Durango. Es la cabecera del municipio de San Luis del Cordero. Se ubica en la zona conocida como la Comarca Lagunera. Está a una altitud de 1 490 metros sobre el nivel del mar y se halla a 160 kilómetros de la ciudad de Torreón. Según el II Conteo de Población y Vivienda de 2005, el municipio tiene 2,013 habitantes. Su extensión territorial es de 543.9 km² y la población se dedica principalmente al sector primario.

## Toponimia
Su nombre es en honor de Luis Cordero, benefactor e iniciador de la actividad minera en el municipio; con lo cual la economía de la localidad aumentó.

## Historia
Durante la época precolombina el estado de Durango estuvo habitado por una gran diversidad de grupos nómadas entre los que destacaban: Tepehuanos, xiximes, irritilas, cocoyomes, zacatecos, tobosos, huicholes, chalchihuitas, entre otros. Bajo la dirección de Fray Agustín de Espinosa, en 1598 se inició la evangelización de la zona por la Compañía de Jesús. A finales de 1716, el gobernador de Santa Cruz ordenó la segunda fundación de Cinco Señores, con lo que inició propiamente la colonización del territorio de San Luis de Cordero. En el año de 1803, en la época colonial, se llevó a cabo una expedición al norte de la entidad, y en el año de 1808 fue fundada la Villa de San Luis de Cordero por orden del capitán de la Provincia Interna de Occidente: Nemesio García Salcedo, quien para la fundación mandó una expedición del presidio de Pasaje, perteneciente actualmente al municipio de Cuencamé. La expedición compuesta principalmente por indígenas cocoyomes y babosorigames llegaron en un principio al lugar conocido como “La Boquilla”, donde intentaron localizar agua, líquido indispensable para establecer su señorío; al no encontrarla, tuvieron que seguir su camino hacia el poniente hasta llegar a un lugar  llamado por ellos mismos “La Breña”, donde encontraron un pequeño arroyo con un manantial, lo que los llevó a fundar ahí la villa que se les habían encomendado, denominándola San Luis de Cordero en honor al Gobernador de Chihuahua de nombre Luis Cordero. Al triunfo de la lucha por la Independencia, al organizarse el país como República, Durango pasa a ser oficialmente estado de la federación en el año de 1824, quedando San Luis comprendido dentro del partido de Cinco Señores. En el año de 1825, el Congreso de la Unión, por decreto del día 24 de octubre puso a subasta pública el partido de cinco sitios de ganado mayor, recibiendo la orden de ejecución el Jefe Político de Nazas, Javier Ríos, comprándola Pedro González de Noriega, quien a pesar de haber recibido los títulos de propiedad, no recibió las tierras, ya que el gobernador ordenó que estas tierras fueran repartidas a los habitantes del lugar, logrando esto en el año de 1868, beneficiando a 84 familias a quienes se les dotó de 507,000 varas cuadradas para siembra y 609,409 varas cuadradas de agostaderos a cada una. En el año de 1845, San Luis Cordero es reconocido como municipio del estado de Durango, quedando dentro del partido de Nazas y con una categoría de Villa en el padrón estatal. El 18 de septiembre de 1864, en su recorrido rumbo a Paso del Norte, la Villa de San Luis de Cordero tuvo el honor de recibir al Sr. Benito Juárez García, Presidente de la República, estando como jefe político del lugar el Sr. Isidro Félix, quien preparó el recibimiento; ya en la villa, el Sr. Presidente descansó bajo un mezquite de gran tamaño que aún existe, en donde estaba la noria, mientras bebieron las bestias que tiraban del vehículo que lo transportaba. En la casa donde fue hospedado, Benito Juárez recibió una comisión de vecinos, quienes le solicitaron el reparto de tierras ubicadas al poniente de la población denominadas La Esperanza, lo que resolvió en forma favorable, haciéndolo efectivo al regresar triunfante a la capital del país, enviando en 1867 un ingeniero para que hiciera la planificación correspondiente, quien levantó un acta provisional en tanto llegaban los títulos. Con el paso del tiempo esta acta fue extraviada y los títulos no llegaron, debido quizá a las condiciones de comunicación, quedando sin efecto el reparto, pero la tenacidad de los habitantes logró que el 15 de febrero de 1895, Porfirio Díaz, entregara 16 títulos de propiedad. Durante los años comprendidos entre 1860 a 1867, el municipio estuvo ocupado por franceses, quienes se dedicaron a las actividades que los españoles dejaron iniciadas en agricultura y minería. La Villa de San Luis de Cordero en su carácter de Jefatura Política, dependiente del Partido de Nazas tuvo como último Jefe al Sr. Juan Silva Castro, quien tomó posesión de su cargo el 11 de octubre de 1913, concluyendo su período de gobierno el 30 de diciembre de 1914.
Al iniciar 1915, bajo la dirección provisional de la junta de Gobierno de Adolfo Rivas Borrego, se preparan las primeras elecciones populares para Presidente Municipal, llevándose a cabo dichas elecciones el primer domingo del mes de junio del mismo año, donde resultó elegido el Sr. Agustín Ramírez Valadés, quien tomó posesión de su cargo el día primero de enero de 1916.
En el año de 1930, bajo la presidencia del Sr. José Reveles se inició la construcción de la escuela de la cabecera municipal con la ayuda del ejido, inaugurando el edificio en el mes de agosto de 1933 bajo un segmento del período de gobierno del Sr. Ramírez Valadés. La administración de enero a diciembre de 1934, bajo el mando del Sr. Pedro Cárdenas Guillen muestra gran influencia del gobierno de la República de Lázaro Cárdenas, llevando el servicio educativo a las comunidades de San Juan de las Boquillas, Tepalcateño y La Purísima. Por primera vez en la historia del municipio, una mujer toma las riendas del mismo en el año de 1958, la Sra. Ma. del Amparo Tafoya Vda. de López, quien sustituye interinamente al Sr. Pedro Jiménez Borrego, teniendo una labor destacada durante su corto período de mandato, del 1 de junio al 25 de agosto regresando el cargo al Sr. Jiménez Borrego para terminar su mandato. Otro de los hechos importantes de los últimos años fue sin duda la instalación de la red de agua potable e inicio de la electrificación que llevó a cabo el Sr. Alfonso Félix Chávez en su período de gobierno de 1968 a 1970.

## Descripción geográfica

### Ubicación
San Luis de Cordero se encuentra situado en el centro-norte del estado, entre las coordenadas 25º11’00” a 25º30’00” de latitud norte y 104º04’00” a 104º29’00” de longitud oeste; a una altitud de 1,490 metros sobre el nivel del mar.
El municipio colinda al norte con el municipio de San Pedro del Gallo; al este y al sur con el municipio de Nazas y al oeste con el municipio de Rodeo.

### Orografía e hidrografía
Predominan las zonas planas. Al Este se encuentra la elevación más importante del municipio, la Sierra del Rosario, la cual posee una elevación de 2,820, lo que la convierte en una de las principales elevaciones del estado.
El municipio pertenece a la región hidrológica Nazas-Aguanaval.
El río más importante es el Naicha y los arroyos más importantes son: Mimbres, Peñoles, Gallero, El Salitre, Las Tres Cañadas, Los Morillos y Cañas.

### Clima
El clima es semiseco en el Este del municipio y semicálido al oeste.
La temperatura media anual es de 12°C, con máxima de 29.6 °C y mínima de 5 °C. Contando con una precipitación media de 300 milímetros. El promedio anual de días con heladas es de 27.75 días. Las lluvias re registran entre los meses de junio y agosto.

## Fiestas
Fiestas religiosas
- Día de la Santa Cruz: 3 de mayo.
- Fiesta en honor a la Virgen de Guadalupe: Del 4 al 12 de diciembre.
- Fiesta en honor a San Luis Rey: 25 de agosto.

Fiestas civiles
- Aniversario de la Independencia de México: 16 de septiembre.

## Política
Su forma de gobierno es democrática y depende del gobierno estatal y federal. El gobierno del municipio es ejercido por el Ayuntamiento, este está conformado por el presidente municipal, el Síndico y el cabildo, integrado a su vez por siete regidores, de los cuales cuatro son electos por mayoría relativa y tres por representación proporcional. El presidente municipal es Facundo Jiménez Marrufo, militante del PRI. El Ayuntamiento es electo mediante planilla para un periodo de tres años, y no es renovable para el periodo inmediato, pero si de manera no continua, entra a ejercer su periodo el día 1 de septiembre del año de la elección.
El municipio cuenta con 11 localidades, las cuales dependen directamente del municipio, siendo las más importantes: San Luis del Cordero (cabecera municipal) y Ejido de Tepalcateño.

### Personajes ilustres
| - Francisco Retana, benefactor. - Luis Barraza Lozano, doctor. - Miguel Félix Chávez, abogado. - Antonia Berúmen, profesor. - Narcisa Alvarado, profesor. | - Rafaela Tafoya Guillén, profesor. - Juan Gualberto Tafoya Guillén, profesor. - Eleuterio Alvarado Corchado, profesor. - Juan Alvarado Corchado, profesor. |